# Cremona (ventana)

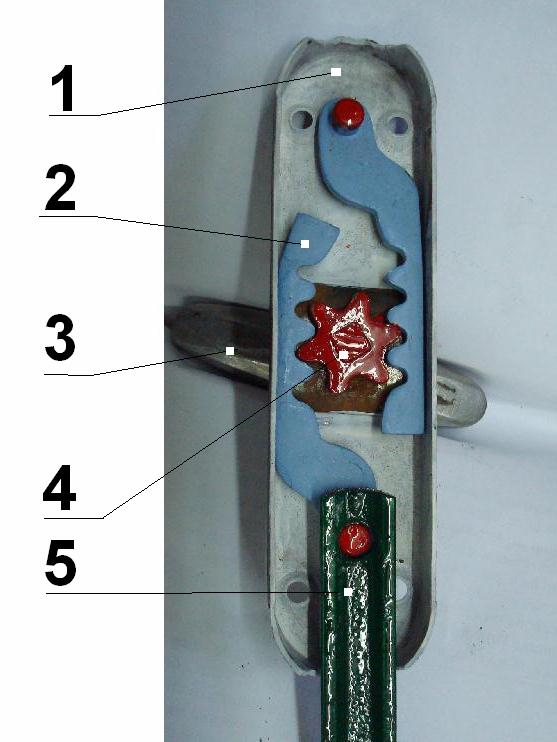
Parte trasera de la caja de engranajes de una cremona

La cremona es un tipo de tirador decorativo provisto de un mecanismo de engranaje que se utiliza como dispositivo de bloqueo para sujetar un par de ventanas batientes o ventanas abatibles. Una perilla o manija de palanca está unida por un engranaje de piñón y cremallera a un par de varillas semicirculares o "pernos de superficie" que se deslizan sobre la superficie exterior de la puerta o ventana y se extienden hacia los receptáculos en el travesaño y el vierteaguas de la abertura. El mecanismo de engranajes acciona las dos varillas verticales al mismo tiempo; una varilla se extiende hacia arriba en la parte superior de la puerta y la otra se extiende hacia abajo en el umbral de la puerta. Es similar en apariencia a una cerradura "españoleta", pero utiliza una varilla de media caña.
Visto desde la parte trasera, las partes del engranaje de la cremona (1) incluyen la palanca o perilla (3), que hace girar el piñón (4), engranando el par de cremalleras (2), que luego empujan los dos barras de sección semicircular (5) hacia arriba y hacia abajo al mismo tiempo (solo se muestra la barra inferior), en los casquillos.